# 吳氏光水蚤
吳氏光水蚤（学名：Lucicutia wolfendeni）为光水蚤科光水蚤屬下的一个种。